# 愛知県立名古屋南高等学校
愛知県立名古屋南高等学校（あいちけんりつ なごやみなみ こうとうがっこう）は、愛知県名古屋市南区に所在する公立高等学校。通称は名南。

## 概要
1984年（昭和59年）、第二次ベビーブームに対処するため創立された高校。JR東海道本線笠寺駅から徒歩で約5分、名鉄常滑線大江駅から徒歩で約12分と大変便利な立地にあり、様々な大会やライブが開催される日本ガイシホールが隣接している。また、周囲を幹線道路（名古屋高速3号大高線・国道1号・国道23号（名四国道）・名古屋市道名古屋環状線）に囲まれた工業地帯にあるため、公立高校としては、めずらしく開校当時から冷暖房完備となっている。冷暖房設備等の老朽化から、2020年（令和2年）に大規模な空調改良、2022年（令和4年）に本館棟と教室棟のすべてのトイレが改修された。

## 校訓
「伸ばす」

## 学校行事
- 入学式（4月）
- 1年生校外学習（4月）
- 合唱コンクール（6月）
- 球技大会（7月・3月）
- 名南祭（9月）
- 修学旅行（10月）
- 卒業式（3月）

## 部活動

### 主な実績
吹奏楽部・女子バスケットボール部・弓道部・演劇部などが成果を挙げている。
2005年（平成17年）に当校の吹奏楽部がに上海之春国際音楽祭に招聘された。
2014年（平成26年）に当校の吹奏楽部がローズパレードに出場した。
2016年（平成28年）12月26日に第11回春季全国高等学校演劇研究大会に当校の演劇部が選ばれた。

### 運動部
- 陸上競技部[2]
- サッカー部[2]
- ハンドボール部[2]
- 硬式テニス部[2]
- バレーボール部[2]
- バスケットボール部[2]
- 剣道部[2]
- 卓球部[2]
- 硬式野球部[2]
- 弓道部[2]
- バドミントン部[2]
- 水泳部[2]

### 文化部
- 演劇部[2]
- 放送部[2]
- 茶道部[2]
- 華道部[2]
- 弦楽部[2]
- 吹奏楽部[2]
- 英語部[2]
- 美術部[2]
- 生物・化学部[2]
- 吟剣詩舞道部[2]
- コンピュータ部[2]
- 軽音楽部[2]

## 著名な卒業生
- みさきゆう - モデル
- 露の団姫 - 落語家
- 内匠靖明 - 声優
- 深堀隆介 - 美術作家

## 交通アクセス
- JR東海道本線 笠寺駅 西へ徒歩で約5分[3]。
- 名鉄常滑線・河和線 大江駅 東へ徒歩で約12分[3]。
- 名鉄名古屋本線 本笠寺駅 西へ徒歩で約15分[3]。
- 名古屋市営バス
  - 新瑞13・新瑞14・笠寺11・南巡回系統「日本ガイシスポーツプラザ」バス停下車[3]。
  - 基幹1・金山18「南区役所」下車[3]。